# Shirley Bassey
Dame Shirley Veronica Bassey DBE (Cardiff, 8 de janeiro de 1937) é uma cantora nascida no País de Gales, considerada uma das maiores cantoras do século XX e uma das mais poderosas vozes já registradas.
Os seus trabalhos mais conhecidos são os temas que cantou para os filmes de James Bond: Goldfinger (1964), Diamonds Are Forever (1971) e Moonraker (1979).
Casou-se e divorciou-se duas vezes, teve duas filhas e adotou um menino. Atualmente, vive no Mônaco e realiza turnês pela Europa e Estados Unidos.
Bassey é conhecida por sua voz com amplo registro e poder.

## Discografia

### Álbuns
- The Fabulous, (1959)
- Shirley Bassey, (1961)
- Shirley, (1961)
- Let's Face the Music, (1962)
- Shirley Bassey at the Pigalle (live), (1965)
- Shirley Stops The Shows, (1965)
- I've Got a Song For You, (1966)
- And We Were Lovers, (1967)
- This Is My Life, (1968)
- Does Anybody Miss Me?, (1969)
- Something, (1970)
- Live at Talk of the Town, (1970)
- Shirley Bassey Is Really Something, (1970)
- Something Else, (1971)
- I Capricorn, (1972)
- And I Love You So, (1972)
- Live at Carnegie Hall, (1973)
- Never, Never, Never, (1973)
- Nobody Does It Like Me, (1974)
- Shirley Means Bassey, (1974)
- Good, Bad But Beautiful, (1975)
- Love, Life and Feelings, (1976)
- Magic Is You, (1978)
- All by Myself, (1982)
- Goldfinger, (1984)
- La Mujer, (1989)
- New York, New York, (1991)
- Keep the Music Playing, (1991)
- Sings the Songs of Andrew Lloyd Webber, (1995)
- Birthday Concert (live), (1998)
- Let Me Sing and I'm Happy, (1998)
- Sings the Movies, (1998)
- Power of Love, (1998)
- Old Friends and Lovers, (2003)
- I've Got a Song for You: And We Were Lovers, (2005)
- Forever Gold: The Power of Love, (2006)
- Get the Party Started, (2007)